# Varož
 Varož   (olaszul: Varossi) falu Horvátországban, Isztria megyében. Közigazgatásilag Barbanhoz tartozik.

## Fekvése
Az Isztria délkeleti részén, Pólától 37 km-re északkeletre, községközpontjáról 11 km-re északra, a Raša völgyétől nyugatra fekszik.

## Története
A falunak 1890-ben 44, 1910-ben 39 lakosa volt. Az első világháború után Olaszországhoz került. Az Isztria az 1943-as olasz kapituláció után szabadult meg az olasz uralomtól. A második világháború után Jugoszlávia, majd Jugoszlávia felbomlása után 1991-ben a független Horvátország része lett. 2001-ben a falunak 49 lakosa volt.

## Lakosság
| Lakosság változása | Lakosság változása | Lakosság változása | Lakosság változása | Lakosság változása | Lakosság változása | Lakosság változása | Lakosság változása | Lakosság változása | Lakosság változása | Lakosság változása | Lakosság változása | Lakosság változása | Lakosság változása | Lakosság változása | Lakosság változása |
| ------------------ | ------------------ | ------------------ | ------------------ | ------------------ | ------------------ | ------------------ | ------------------ | ------------------ | ------------------ | ------------------ | ------------------ | ------------------ | ------------------ | ------------------ | ------------------ |
| 1857               | 1869               | 1880               | 1890               | 1900               | 1910               | 1921               | 1931               | 1948               | 1953               | 1961               | 1971               | 1981               | 1991               | 2001               | 2011               |
| 0                  | 0                  | 0                  | 44                 | 53                 | 39                 | 0                  | 0                  | 73                 | 75                 | 64                 | 61                 | 65                 | 60                 | 49                 | n. a.              |